# Свободинский район
Свободинский район — административно-территориальная единица в составе Центрально-Чернозёмной и Курской областей РСФСР, существовавшая в 1928—1930 и 1935—1963 годах. Административный центр — село Свобода.

## Население
По данным переписи 1939 года в Свободинском районе проживало 28 877 чел., в том числе русские — 99,0 %. По данным переписи 1959 года в Свободинском районе проживало 22 741 чел..

## История
Свободинский район был образован в 1928 году в составе Курского округа Центрально-Чернозёмной области, но уже 10 ноября 1930 года был упразднён, а его территория объединена с территорией упразднённого Поныровского района в Золотухинский район.
Вторично район был образован 18 января 1935 года в составе Курской области.
По данным 1940 года район включал 17 сельсоветов: Будановский, Винокуренский, Воробьёвский-1, Воробьёвский-2, Гремяченский, Долговский, Жерновецкий, Зиборовский, Кононыхинский, Никольский, Озеровский, Пойменовский, Посашковский, Свободинский, Тазовский, Уколовский и Шестопаловский.
1 февраля 1963 года Свободинский район был упразднён, а его территория передана в Золотухинский район.